# Elezioni governatoriali negli Stati Uniti d'America del 2014
Le elezioni governatoriali negli Stati Uniti d'America del 2014 si sono tenute il 4 novembre e insieme alle elezioni parlamentari hanno costituito le cosiddette elezioni di metà mandato (Midterm Elections) a metà del secondo mandato del Presidente Barack Obama. Sono stati eletti i governatori di 36 stati su 50 e quelli di 3 territori non incorporati oltre al sindaco di Washington, che fa da governatore del distretto. Le ultime elezioni governatoriali regolari per tutti questi stati si erano tenute nel 2010. I governatori del New Hampshire e del Vermont vengono eletti ogni due anni, pertanto le elezioni più recenti in questi stati si erano tenute nel 2012.
Nelle elezioni ha prevalso il Partito Repubblicano, che ha vinto in 24 stati su 36, mentre il Partito Democratico ha vinto in 11. I Repubblicani hanno vinto in tutti gli stati in cui governavano, tranne 2, la Pennsylvania e l'Alaska. Il Partito Democratico ha invece visto ribaltare 4 stati su 10 in cui governava (Illinois, Arkansas, Maryland, Massachusetts), nei quali ha prevalso il candidato repubblicano. L'unico stato che i democratici hanno sottratto ai repubblicani è stato la Pennsylvania.
A partire dal 2024, questa è l'ultima volta che i repubblicani hanno vinto le elezioni governatoriali in Illinois, Kansas, Maine, Michigan, Nuovo Messico e Wisconsin e che i democratici hanno vinto le elezioni in New Hampshire e Vermont. Inoltre, quelle del 2014 sono le ultime elezioni in cui un candidato esterno ai due partiti principali ha vinto la carica di governatore dell'Alaska o di qualsiasi stato, e che Michigan, Pennsylvania e Wisconsin non hanno votato per candidati governatoriali dello stesso partito.

## Stati
| Stato            | Governatore uscente | Governatore uscente    | Democratici               | Repubblicani                                                            | Altri                                                                                | Governatore eletto | Governatore eletto    |
| ---------------- | ------------------- | ---------------------- | ------------------------- | ----------------------------------------------------------------------- | ------------------------------------------------------------------------------------ | ------------------ | --------------------- |
| Alabama          |                     | Robert J. Bentley (R)  | Parker Griffith - 36,2%   | Robert J. Bentley - 63,6%                                               |                                                                                      |                    | Robert J. Bentley (R) |
| Alaska           | Sean Parnell (R)    | -                      | Sean Parnell - 45,9%      | Bill Walker (I) - 48,1% Carolyn Clift (L) - 3,2% J. R. Myers (C) - 2,5% |                                                                                      | Bill Walker (I)    |                       |
| Arizona          | Jan Brewer (R)      | Fred DuVal - 41,6%     | Doug Ducey - 53,4%        | Barry Hess (L) - 3,8% John Lewis Mealer - 1,0%                          |                                                                                      | Doug Ducey (R)     |                       |
| Arkansas         |                     | Mike Beebe (D)         | Mike Ross - 41,5%         | Asa Hutchinson - 55,4%                                                  | Frank Gilbert (L) - 1,9% Josh Drake (V) - 1,2%                                       | Asa Hutchinson (R) |                       |
| California       | Jerry Brown (D)     | Jerry Brown - 60,0%    | Neel Kashkari - 40,0%     |                                                                         |                                                                                      | Jerry Brown (D)    |                       |
| Carolina del Sud |                     | Nikki Haley (R)        | Vincent Sheheen - 41,4%   | Nikki Haley - 55,9%                                                     | Steve French (L) - 1,2%                                                              |                    | Nikki Haley (R)       |
| Colorado         |                     | John Hickenlooper (D)  | John Hickenlooper - 49,3% | Bob Beauprez - 46,0%                                                    | Matthew Hess (L) - 1,9% Harry Hempy (V) - 1,3% Mike Dunafon (I) - 1,2%               |                    | John Hickenlooper (D) |
| Connecticut      | Dan Malloy (D)      | Dan Malloy - 50,7%     | Thomas C. Foley - 48,2%   | Joe Visconti (I) - 1,1%                                                 | Dan Malloy (D)                                                                       |                    |                       |
| Dakota del Sud   |                     | Dennis Daugaard (R)    | Susan Wismer - 25,4%      | Dennis Daugaard - 70,5%                                                 | Michael J. Myers (I) - 4,1%                                                          |                    | Dennis Daugaard (R)   |
| Florida          | Rick Scott (R)      | Charlie Crist - 47,1%  | Rick Scott - 48,1%        | Adrian Wyllie (L) - 3,8%                                                | Rick Scott (R)                                                                       |                    |                       |
| Georgia          | Nathan Deal (R)     | Jason Carter - 44,9%   | Nathan Deal - 52,7%       | Andrew Hunt (L) - 2,4%                                                  | Nathan Deal (R)                                                                      |                    |                       |
| Hawaii           |                     | Neil Abercrombie (D)   | David Ige - 49,5%         | Duca Aiona - 37,1%                                                      | Mufi Hannemann (I) - 11,7% Jeff Davis (L) - 1,8%                                     |                    | David Ige (D)         |
| Idaho            |                     | Butch Otter (R)        | A. J. Balukoff - 38,6%    | Butch Otter - 53,5%                                                     | John Bujak (L) - 4,1% Jill Humble (I) - 2,0% Steven Pankey (C) - 1,2%                |                    | Butch Otter (R) -     |
| Illinois         |                     | Pat Quinn (D)          | Pat Quinn - 46,4%         | Bruce Rauner - 50,3%                                                    | Chad Grimm (L) - 3,4%                                                                | Bruce Rauner (R)   |                       |
| Iowa             |                     | Terry Branstad (R)     | Jack Hatch - 37,3%        | Terry Branstad - 59,0%                                                  | Lee Hieb (L) - 1,8%                                                                  | Terry Branstad (R) |                       |
| Kansas           | Sam Brownback (R)   | Paul Davis - 46,1%     | Sam Brownback - 49,8%     | Keen Umbehr (L) - 4,1%                                                  | Sam Brownback (R)                                                                    |                    |                       |
| Maine            | Paul LePage (R)     | Mike Michaud - 43,4%   | Paul LePage - 48,2%       | Eliot Cutler (I) - 8,4%                                                 | Paul LePage (R)                                                                      |                    |                       |
| Maryland         |                     | Martin O'Malley (D)    | Anthony Brown - 47,3%     | Larry Hogan - 51,0%                                                     | Shawn Quinn (L) - 1,5%                                                               | Larry Hogan (R)    |                       |
| Massachusetts    | Deval Patrick (D)   | Martha Coakley - 46,5% | Charlie Baker - 48,6%     | Evan Falchuk - 3,3%                                                     | Charlie Baker (R)                                                                    |                    |                       |
| Michigan         |                     | Rick Snyder (R)        | Mark Schauer - 46,9%      | Rick Snyder - 50,9%                                                     | Mary Buzuma (L) - 1,1%                                                               | Rick Snyder (R)    |                       |
| Minnesota        |                     | Mark Dayton (DFL)      | Mark Dayton - 50,1%       | Jeff Johnson - 44,5%                                                    | Hannah Nicollet (I) - 2,9% Chris Wright - 1,6%                                       |                    | Mark Dayton (DFL)     |
| Nebraska         |                     | Dave Heineman (R)      | Chuck Hassebrook - 39,2%  | Pete Ricketts - 57,2%                                                   | Mark Elworth Jr. (L) - 3,5%                                                          |                    | Pete Ricketts (R)     |
| Nevada           | Brian Sandoval (R)  | Bob Goodman - 23,9%    | Brian Sandoval - 70,6%    | David VanDerBeek - 2,7%                                                 | Brian Sandoval (R)                                                                   |                    |                       |
| New Hampshire    |                     | Maggie Hassan (D)      | Maggie Hassan - 52,4%     | Walt Havenstein - 47,4%                                                 |                                                                                      |                    | Maggie Hassan (D)     |
| New York         | Andrew Cuomo (D)    | Andrew Cuomo - 54,3%   | Rob Astorino - 40,3%      | Howie Hawkins (V) - 4,8%                                                | Andrew Cuomo (D)                                                                     |                    |                       |
| Nuovo Messico    |                     | Susana Martinez (R)    | Gary King - 42,8%         | Susana Martinez - 57,2%                                                 |                                                                                      |                    | Susana Martinez (R)   |
| Ohio             | John Kasich (R)     | Ed FitzGerald - 33,0%  | John Kasich - 63,6%       | Anita Rios (V) - 3,3%                                                   | John Kasich (R)                                                                      |                    |                       |
| Oklahoma         | Mary Fallin (R)     | Joe Dorman - 41,0%     | Mary Fallin - 55,8%       | Kimberly Willis (I) - 2,1% Richard Prawdzienski (I) - 1,1%              | Mary Fallin (R)                                                                      |                    |                       |
| Oregon           |                     | John Kitzhaber (D)     | John Kitzhaber - 49,9%    | Dennis Richardson - 44,1%                                               | Jason Levin (V) - 2,0% Paul Grad (L) - 1,5% Aaron Auer (C) - 1,1% Chris Henry - 1,0% |                    | John Kitzhaber (D)    |
| Pennsylvania     | Tom Corbett (R)     | Tom Wolf - 54,9%       | Tom Corbett - 45,1%       |                                                                         | Tom Wolf (D)                                                                         |                    |                       |
| Rhode Island     | Lincoln Chafee (D)  | Gina Raimondo - 40,7%  | Allan Fung - 36,2%        | Robert J. Healey - 21,4% Kate Fletcher (I) - 1,1%                       | Gina Raimondo (D)                                                                    |                    |                       |
| Tennessee        |                     | Bill Haslam (R)        | Charles Brown - 22,8%     | Bill Haslam - 70,3%                                                     | John Jay Hooker (I) - 2,3% Shaun Crowell (C) - 2,0 Isa Infante (V) - 1,4%            |                    | Bill Haslam (R)       |
| Texas            | Rick Perry (R)      | Wendy Davis - 38,9%    | Greg Abbott - 59,3%       | Kathie Glass (L) - 1,4%                                                 | Greg Abbott (R)                                                                      |                    |                       |
| Vermont          |                     | Peter Shumlin (D)      | Peter Shumlin - 46,4%     | Scott Milne - 45,1%                                                     | Dan Feliciano (L) - 4,4% Emily Peyton (I) - 1,6%                                     |                    | Peter Shumlin (D)     |
| Wisconsin        |                     | Scott Walker (R)       | Mary Burke - 46,6%        | Scott Walker - 52,3%                                                    |                                                                                      |                    | Scott Walker (R)      |
| Wyoming          | Matt Mead (R)       | Pete Gosar - 27,3%     | Matt Mead - 59,4%         | Don Wills (I) - 5,9% Dee Cozzens (L) - 2,4%                             | Matt Mead (R)                                                                        |                    |                       |

## DC e Territori
| Territorio                    | Governatore uscente | Governatore uscente | Democratici                         | Repubblicani                   | Altri                                               | Governatore eletto | Governatore eletto |
| ----------------------------- | ------------------- | ------------------- | ----------------------------------- | ------------------------------ | --------------------------------------------------- | ------------------ | ------------------ |
| Distretto di Columbia         |                     | Vincent C. Gray (D) | Muriel Bowser - 54,6%               | -                              | David Catania (I) - 34,6% Carol Schwartz (I) - 7,0% |                    | Muriel Bowser (D)  |
| Guam                          |                     | Eddie Calvo (R)     | Carl Gutierrez - 36,0%              | Eddie Calvo - 63,7%            |                                                     |                    | Eddie Calvo (R)    |
| Isole Marianne Settentrionali | Eloy Inos (R)       | -                   | Eloy Inos - 57,0%                   | Heinz Hofschneider (I) - 43,0% | Eloy Inos (R)                                       |                    |                    |
| Isole Vergini Americane       |                     | John de Jongh (D)   | Donna Christian-Christensen - 35,9% | -                              | Kenneth Mapp (I) - 63,9%                            |                    | Kenneth Mapp (I)   |